# علی البلیهی
علی هادی آل بلیهی (عربی: علي آل بليهي؛ زادهٔ ۲۱ نوامبر ۱۹۸۹)  بازیکن فوتبال اهل عربستان  است که در پست مدافع میانی برای باشگاه الهلال بازی میکند.